# Parti polonais des amis de la bière
Le Parti polonais des amis de la bière (PPPP ; polonais : Polska Partia Przyjaciół Piwa) était un parti politique satirique polonais, fondé en 1990 par l'humoriste Janusz Rewiński. 
Initialement, le but du parti était de promouvoir la culture de la bière dans le style anglais plutôt que la vodka, alcool fort très populaire en Pologne, et ainsi combattre l'alcoolisme.
Le nom humoristique et la désillusion parfois née des transformations politiques en Pologne depuis 1989 ont alors conduit quelques Polonais à voter pour le Parti polonais des amis de la bière. 
Bien que débutant comme une farce, le Parti polonais des amis de la bière, le temps et un relatif succès aidant, a fini par se doter d'une véritable plate-forme programmatique. De plus, l'idée du parti de tenir des réunions politiques au sein d'établissements réputés pour leur bière de qualité a été perçue comme un symbole de liberté d'association et d'expression, de tolérance intellectuelle et de défense d'un haut niveau de bien-être. Le nom humoristique de ce parti l'a sans doute aidé à gagner des voix lors du désenchantement politique qui a marqué les élections législatives de 1991. À cette occasion, en effet, le PPPP a obtenu 16 sièges à la Sejm (la chambre basse du Parlement polonais), avec 2,97 % des suffrages. Le parti, victime de divisions internes, déjà visibles lors de la campagne électorale, se scinde en suite en deux factions, celle de la « Grande bière » et celle de la « Petite bière », bien que Rewiński ait à cette occasion clamé que « la bière n'est ni blanche ni noire. Elle est juste savoureuse ». Finalement, le PPPP finit par se dissoudre.
La faction de la Grande Bière devint finalement un parti politique traditionnel, d'abord en prenant le nom de « Programme économique polonais », puis en s'associant à l'Union démocratique et au Congrès libéral-démocrate dans le cadre d'une petite coalition libérale visant à soutenir la candidature de Hanna Suchocka au poste de Premier ministre.